# Dagor Aglareb
I J.R.R. Tolkiens berättelser om Midgård, som är beskrivet i Silmarillion var Dagor Aglareb det tredje slaget i Beleriandkrigen under den Första Åldern, även känt som Det Ärofyllda Slaget.
Efter deras seger i Dagor-nuin-Giliath, det andra slaget under Beleriandkrigen, tog inte noldor tillfället att besegra Morgoth genom att storma Thangorodrim. Istället kom de att etablera en mängd olika riken och blanda sig med sindaralverna; medan de höll ett öga på Angband.
Efter att ha återuppbyggt och omorganiserat sina arméer planerade Morgoth att ta noldor när de inte var beredda och samtidigt testa deras styrka. Under skyddet av eld och rök som spreds från Ered Engrin, Järnbergen, sände Morgoth ut en armé av orcher mot Dorthonion samt små grupper av orcher i öst och väst. Arméerna på flankerna avancerade genom Sirions Pass och Maglors Gap i ett försök att driva bort Fingolfins och Maedhros trupper från deras huvudstyrka, som anfördes av Finrods bröder Angrod och Aegnor, vilka dessutom försvarade Dorthonion.
Men Morgoth misslyckades att splittra noldors huvudstyrka under sin skenmanöver. Efter att ha kämpat under ett flertal småstrider kom orcherna igenom Sirions Pass och in i västra Beleriand, men blev dock stoppade och dräpta av Finrod och Turgon. I östra Beleriand kom de att bli krossade av Maglor och de södra styrkorna som leddes av Amrod, Amras och Caranthir, tre av Fëanors söner.
Orchernas huvudstyrka anföll Dorthonion, där Angrod och Aegnor höll dem tillbaka tills arméer under Fingolfin och Maedhros genomförde en motattack på Ard-galens slätter och fångade orcherna emellan dem. Orcherna blev sedan jagade av de noldoranska kavalleriet medan de retirerade till Thangorodrim, där samtliga orcher blev dräpta så fort de skymtade Angbands portar.
Morgoths strategi var att leda bort noldors huvudstyrka från Dorthonion genom att attackera dess flanker. Det trädbevuxna höglandet Dorthonion var hans riktiga mål under sitt fälttåg. Genom att överta Dorthonion kunde han etablera en försvarsposition som skulle skingra Fingolfins armé från Maedhros armé. Men denna strategi misslyckades och det var på grund av denna förlust som Morgoth insåg att orchkaptener och orcharméer var otillräckligt. Han kom att överväga att använda sig av flera kraftfulla anförare och ytterligare hjälptrupper. 
Det här var en fullständig seger för noldor över Morgoths armé. Efter detta kom noldor att bevaka Angband och därmed börja en period av vakande fred, känd som Belägringen av Angband eller Den långa freden. Detta vakande innebar att noldor byggde ett flertal fästningar på kullarna och i bergen i väst, syd och öster om slätterna söder om Angband och kvarhöll kavalleriläger på Ard-galens och Lothlanns slätter.